# جوزيف كولسن
جوزيف كولسن (بالإنجليزية: Joseph Coulson)‏ (1957)؛ روائي أمريكي.